# Tara Buckman
Tara Buckman (Pensacola, Florida, 1 de octubre de 1956) es una actriz estadounidense de televisión y cine, activa entre las décadas de 1970 y 1990. Aunque nunca fue muy reconocida en producciones cinematográficas, Buckman fue una estrella invitada habitual en muchas series de televisión y apareció en papeles menores en largometrajes.

## Carrera

### Televisión
Buckman es recordada principalmente por sus apariciones especiales en episodios de programas televisivos de los años 1970 y 1980 como The Rockford Files, Kojak, CHiPs, The Hardy Boys Mysteries, Quincy ME, Las desventuras del sheriff Lobo (en la cual tuvo un papel recurrente como la sargento Brandy Cummings), Buck Rogers en el siglo 25, Brave New World y The Master. También apareció en las películas de televisión de 1979 Death Car on the Freeway y The Man in the Santa Claus Suit, además de encarnar a Norma Kirkland en la serie dramática Days of Our Lives en 1984 y 1985.

### Cine
La actriz a menudo interpretó papeles menores en películas de mayor presupuesto. En 1981 hizo parte del elenco de la exitosa película The Cannonball Run. También apareció en varias películas serie B desde finales de los años 1970 hasta mediados de los años 1990. Apareció en una escena de violación y asesinato en la controversial película de terror Silent Night, Deadly Night. Su papel más reciente fue el de la doctora Julie Casserly en Xtro II: The Second Encounter (1991). Sus otros créditos incluyen las películas Snowballing (1984), Never Too Young to Die (1986), Terminal Exposure (1987), Blue Angel Cafe (1989), High Finance Woman (1990) y The Marilyn Diaries (1990) junto a la estrella porno Marilyn Chambers.